# Mei y el gatobús
Mei to Konekobasu (めいとこねこバス?  Mei y el gatitobús) es un corto spin off de Mi vecino Totoro del Studio Ghibli, escrito y dirigido por Hayao Miyazaki. 

## Argumento
Mei, la pequeña de las hermanas Kusakabe, está jugando fuera de casa cuando ve un pequeño tornado desplazándose rápidamente. Lo ahuyenta hacia su casa para intentar atraparlo. Cuando lo consigue descubre que se trata de un pequeño bus en forma de gato, que permanece asustado por verse atrapado hasta que la niña le ofrece un caramelo. Poco después llega su progenitor, el gatobús del largometraje, y se marchan.
Por la noche, el pequeño gatobús regresa con su nueva amiga Mei e inician un mágico viaje al bosque donde se celebra una gran reunión de espíritus, a la que llegan en gatobuses de todos los tamaños. Es allí donde Mei se reencuentra con un viejo amigo, Totoro.

## Reparto
- Hayao Miyazaki como Neko Bâchan.
- Chika Sakamoto como Mei.

## Curiosidades
La seiyū Chika Sakamoto vuelve a prestar su voz a Mei Kusakabe, mientras que Miyazaki pone la voz a Neko Bâchan, así como a Totoro.
Mei to Konekobasu fue realizado por el Estudio Ghibli para ser proyectado exclusivamente en el Museo Ghibli de Mitaka, al oeste de Tokio.
Únicamente se ha podido visionar en dos ocasiones fuera de Japón: en honor a John Lasseter y el equipo de Pixar con motivo del estreno norteamericano de El viaje de Chihiro y en la recaudación de fondos de la Juvenile Diabetes Research Foundation, unos días más tarde.